# Lycodonomorphus laevissimus
Lycodonomorphus laevissimus (темночерева водяна змія) — вид змій родини Lamprophiidae. Мешкає в Південній Африці.

## Поширення і екологія
Темночереві водяні змії поширені на півдні і сході Південно-Африканської Республіки та Есватіні. Вони живуть в річках і струмках, на висоті до 1700 м над рівнем моря. Ведуть водний спосіб життя.